# Biatló als Jocs Olímpics d'hivern de 2018 - relleus per equips mixts
La prova de relleus per equips mixts de biatló dels Jocs Olímpics d'Hivern de 2018 de Pyeongchang es va disputar el 20 de febrer de 2018 al Centre de biatló d'Alpensia. Hi prenien part 4 biatletes per equip, dues dones i dos homes, que havien de recórrer 6 km les dones i 7,5 km els homes.

## Calendari
Els temps són UTC+09:00.
| Data         | Horari | Mànega |
| ------------ | ------ | ------ |
| 20 de febrer | 20:15  | Final  |

## Resum de medalles
| Or                                                                            | Argent                                                                           | Bronze                                                                  |
| França Marie Dorin-Habert · Anaïs Bescond · Simon Desthieux · Martin Fourcade | Noruega Marte Olsbu · Tiril Eckhoff · Johannes Thingnes Bø · Emil Hegle Svendsen | Itàlia Lisa Vittozzi · Dorothea Wierer · Lukas Hofer · Dominik Windisch |

## Resultats
La cursa comença a les 20:15.
| Posició | Dorsal | País                                                                                    | Temps                                     | Penalitzacions (P+S)                    | Retard    |
| ------- | ------ | --------------------------------------------------------------------------------------- | ----------------------------------------- | --------------------------------------- | --------- |
| 1       | 7      | França Marie Dorin Habert · Anaïs Bescond · Simon Desthieux · Martin Fourcade           | 1:08:34.3 15:51.1 16:46.4 17:58.4         | 0+1 0+3 0+0 0+0 0+1 0+3 0+0 0+0         | –         |
| 2       | 1      | Noruega Marte Olsbu · Tiril Eckhoff · Johannes Thingnes Bø · Emil Hegle Svendsen        | 1:08:55.2 16:16.9 16:55.1 17:24.4 18:18.8 | 0+5 1+6 0+2 0+1 0+2 1+3 0+0 0+1 0+1 0+1 | +20.9     |
| 3       | 2      | ItàliaLisa Vittozzi · Dorothea Wierer · Lukas Hofer · Dominik Windisch                  | 1:09:01.2 15:44.1 16:34.4 18:17.4 18:25.3 | 0+1 0+6 0+0 0+0 0+0 0+3 0+0 0+1 0+1 0+2 | +26.9     |
| 4       | 3      | Alemanya Vanessa Hinz · Laura Dahlmeier · Erik Lesser · Arnd Peiffer                    | 1:09:01.5 15:46.3 16:02.3 18:14.7 18:58.2 | 0+2 1+5 0+0 0+0 0+0 0+1 0+0 0+1 0+2 1+3 | +27.2     |
| 5       | 11     | Belarús Nadezhda Skardino · Darya Domracheva · Sergey Bocharnikov · Vladimir Chepelin   | 1:09:29.8 16:10.7 16:10.5 18:29.8 18:38.8 | 0+2 0+1 0+0 0+0 0+0 0+1 0+1 0+0         | +55.5     |
| 6       | 8      | FinlàndiaLaura Toivanen · Kaisa Mäkäräinen · Tero Seppälä · Olli Hiidensalo             | 1:09:38.2 16:46.6 16:01.2 18:30.6 18:19.8 | 0+1 0+2 0+0 0+1 0+0 0+0 0+1 0+1 0+0 0+0 | +1:03.9   |
| 7       | 10     | Ucraïna Iryna Varvynets · Yuliia Dzhima · Dmytro Pidruchnyi · Artem Pryma               | 1:09:46.4 16:18.6 16:29.6 18:22.9 18:35.3 | 0+3 0+2 0+1 0+0 0+1 0+0 0+1 0+1 0+0 0+1 | +1:12.1   |
| 8       | 13     | TxèquiaVeronika Vítková · Markéta Davidová · Ondřej Moravec · Michal Krčmář             | 1:10:13.6 16:07.4 16:54.6 18:24.4 18:47.2 | 0+5 0+3 0+2 0+1 0+3 0+0 0+0 0+1         | +1:39.3   |
| 9       | 6      | Atletes Olímpics de Rússia Uliana Kaisheva Tatiana Akimova Anton Babikov Matvey Eliseev | 1:10:49.1 16:20.9 16:41.9 18:16.9 19:29.4 | 0+6 0+4 0+2 0+1 0+0 0+1 0+1 0+1 0+3 0+1 | +2:14.8   |
| 10      | 18     | ÀustriaLisa Hauser · Katharina Innerhofer · Simon Eder · Julian Eberhard                | 1:10:56.3 16:53.8 17:09.9 18:11.5 18:41.1 | 0+6 0+8 0+1 0+3 0+2 0+3 0+1 0+0 0+2 0+2 | +2:22.0   |
| 11      | 5      | Suècia Mona Brorsson · Hanna Öberg · Jesper Nelin · Fredrik Lindström                   | 1:11:07.5 17:37.5 16:23.7 18:29.5 18:36.8 | 0+2 2+6 0+0 2+3 0+0 0+1 0+2 0+1 0+0 0+1 | +2:33.2   |
| 12      | 15     | CanadàRosanna Crawford · Julia Ransom · Brendan Green · Christian Gow                   | 1:11:11.0 16:18.8 17:14.5 18:57.9 18:39.8 | 0+2 0+7 0+1 0+1 0+0 0+2 0+1 0+2 0+0 0+2 | +2:36.7   |
| 13      | 9      | SuïssaElisa Gasparin · Lena Häcki · Benjamin Weger · Serafin Wiestner                   | 1:11:31.4 16:48.1 17:21.8 18:02.7 19:18.8 | 1+6 0+7 0+1 0+3 1+3 0+2 0+1 0+0 0+1 0+2 | +2:57.1   |
| 14      | 12     | EslovèniaUrška Poje · Anja Eržen · Klemen Bauer · Jakov Fak                             | 1:11:55.6 16:55.3 17:59.5 18:05.0 18:55.8 | 0+0 1+7 0+0 0+2 0+0 1+3 0+0 0+0 0+0 0+2 | +3:21.3   |
| 15      | 19     | Estats UnitsSusan Dunklee · Joanne Reid · Tim Burke · Lowell Bailey                     | 1:12:05.4 16:07.9 18:50.7 18:29.1 18:37.7 | 0+3 3+6 0+2 0+0 0+0 3+3 0+0 0+3 0+1 0+0 | +3:31.1   |
| 16      | 14     | PolòniaMagdalena Gwizdoń · Kamila Żuk · Andrzej Nędza-Kubiniec · Grzegorz Guzik         | 1:12:17.9 16:10.0 16:38.8 19:39.3 19:49.8 | 0+4 0+4 0+1 0+0 0+0 0+2 0+0 0+1 0+3 0+1 | +3:43.6   |
| 17      | 16     | BulgàriaEmilia Yordanova · Daniela Kadeva · Krasimir Anev · Vladimir Iliev              | 1:12:31.7 16:49.9 17:46.0 18:56.2 18:59.6 | 0+7 0+4 0+1 0+0 0+2 0+1 0+1 0+3 0+3 0+0 | +3:57.4   |
| 18      | 20     | KazakhstanGalina Vishnevskaya · Alina Raikova · Roman Yeremin · Maxim Braun             | 1:14:13.7 16:09.1 17:39.5 20:12.0 20:13.1 | 3+4 0+3 0+0 0+1 3+3 0+0 0+1 0+1         | +5:39.4   |
| 19      | 17     | Lituània Natalija Kočergina · Diana Rasimovičiūtė · Tomas Kaukėnas · Vytautas Strolia   | LAP 18:16.3 LAP 0                         | 0+4 1+3 0+2 1+3 0+2 0+0 0               | +9:58.9 ! |
| 20      | 4      | EslovàquiaPaulína Fialková · Anastasiya Kuzmina · Matej Kazár · Martin Otčenáš          | LAP 21:33.9 LAP 0                         | 4+6 1+4 4+3 1+3 0+3 0+1 0               | +9:59.9 ! |